# Curiales
Curiales (sing. curialis) étaient le titre donné aux membres des conseils locaux ou curia des municipes de l’Empire romain. Le terme remplaça celui de decuriones  utilisé auparavant. Généralement au nombre de cent et nommés à vie, ils comprenaient les membres actuels du conseil, les anciens magistrats, ainsi que d’autres membres choisis parmi les notables de la cité. Ils avaient charge de l’administration, des finances et des relations extérieures de la municipalité, y compris l’envoi d’ambassades ou de pétitions au gouverneur local ou à l’empereur,.

## Historique des «curies»
Dans la Rome antique, le mot curia (en français : curie, du latin co+viria = assemblée d’hommes) désignait à la fois les assemblées municipales et le lieu où elles se réunissaient. Il existait trente curies, subdivisions des trois tribus primitives dont la création était attribuée à Romulus. Chaque curie était présidée jusqu’en 209 av. J.-C. par un patricien, le curio (curion), dont la charge est attestée au moins jusqu'à la fin du IIIe siècle apr. J.-C.. Les curions formaient un collège présidé par le curio maximus (curion en chef), élu par  le peuple.
Avec la création de nouvelles villes en Italie et, depuis Auguste l’extension de l’empire hors de l’Italie, le système des « curiales » s’étendit aux provinces d’Afrique du nord et répliquait le modèle de la cité mère. Les curiae étaient dotées  d’un conseil ayant le même rôle que le Sénat de Rome et  étaient dirigés par deux duumvirs  élus pour une année. Ce conseil municipal était normalement formé de quelque cent membres, les conseils des petites villes pouvant être moins nombreux, ceux des très grandes villes davantage. Ses membres n’étaient pas élus directement, mais cooptés. Ils devaient être âgés d’au moins vingt-cinq ans, ils devaient d’abord avoir rempli un terme d’office comme maire ou « duumvir »,.
Rapidement cependant le taux élevé de mortalité et surtout la dépopulation des villes rendit impossible de maintenir un collège de cent personnes en n’y ajoutant que deux personnes par année. Dans certaines villes, les maires eux-mêmes invitaient des hommes « respectables », donc ayant le statut de citoyen de la ville et étant de fortune aisée à se joindre au conseil; dans d’autres ils étaient cooptés par l’ensemble du conseil.
Dans le Bas-Empire, les curiales ou décurions incluaient  des marchands, hommes d’affaires et propriétaires terriens possédant une certaine fortune. En effet, on attendait d’eux qu’ils fournissent les fonds pour l’édification et l’entretien de monuments publics, des temples, des fêtes et des jeux. Ils étaient également responsables de la collecte des taxes impériales, de la nourriture et du logement des troupes stationnées dans leur municipe ainsi que de la poste impériale (cursus publicus) dont les frais étaient à charge des propriétaires terriens dont ils traversaient les domaines.
Dans le cadre de ses réformes administratives et financières, Constantin Ier (r. 306-337) fera de la curie un organisme officiel en donnant à ses membres des droits et obligations spécifiques. Il confisqua au profit du trésor impérial les dotations, taxes locales, loyers des terres et édifices officiels qui jusque-là revenaient aux municipalités. Cette charge devint alors financièrement ruineuse sauf pour les plus fortunés, surtout dans la partie occidentale de l’empire où l’établissement de nombreux groupes barbares perturbait l’administration de l’empire. Nombreux furent alors les possibles candidats à ces postes qui s’enrôlèrent dans l’armée ou la fonction publique, ou encore entraient dans les ordres, pour échapper à ce qui avait été autrefois un honneur très recherché. Pour lutter contre cette évasion non seulement Constantin fit-il de cette fonction une charge publique obligatoire, mais il interdit à ses membres de changer de statut une fois nommés.
Prenant le contre-pied de son prédécesseur, l’empereur Julien (r. 361-363) pendant son court règne choisit de concentrer les ressources du gouvernement impérial sur l’administration de la justice et la défense des frontières, redonnant aux cités leur indépendance et leur autonomie financière. Il leur rendit ainsi les biens communaux confisqués par Constantin et fit remise de la taxe due pour son avènement. Il réprima la fuite des curiales et mit un terme à de nombreuses exceptions, y réintégrant des clercs que les lois de Constantin avaient dispensés des charges municipales. Il y fit également introduire les étrangers domiciliés (incolae), les plébéiens riches et ceux qui n’appartenaient à la classe curiale (ordo decurionum) que par leur côté maternel. Seuls les prêtres païens, les agentes in rebus, les notaires (après 15 ans de service), les médecins et… les pères de treize enfants,.
On en revint au système précédent sous les empereurs Valentinien Ier (r. 364-375) à l’Ouest et Valens (r. 364-378) à l’Est. Au moment de l’avènement des deux frères, le niveau des impôts et taxes avait doublé par rapport à ce qu’il était au temps de Constantin. Dès le début de leur règne, ils modifièrent radicalement le système de perception des taxes. Les percepteurs (susceptores) ne devaient plus être les curiales mais d’anciens fonctionnaires choisis par les gouverneurs de provinces. Souvent interprétée comme visant à alléger les charges de ces curiales, cette mesure visait sans doute davantage à empêcher ceux-ci de pressurer les citoyens les plus faibles. Ils confisquèrent également les terres et les revenus des cités que Julien leur avait redonnés, mais, vers 370, Valens remit aux autorités municipales leurs terres contre le retour au gouvernement des deux-tiers des sommes qu’elles généreraient,.
Dans le courant du Ve siècle, les curiales furent de plus en plus recrutés parmi les « notables », c’est-à-dire des personnes qui ne faisaient pas « ex officio » partie de ces conseils : sénateurs, magnats, anciens commandants militaires possédant de grands domaines, évêques, anciens hauts-fonctionnaires ayant fait fortune, etc.,. Mais déjà, les conseils municipaux perdaient progressivement leur autonomie étant de plus en plus soumis au contrôle impérial qui y dépêchait des agents de l’État. C’est ainsi par exemple que les « defenseurs de la cité » (defensores civitatis), institués par les empereurs Valentinien et Valens pour protéger les plus faibles contre les puissants et dont le rôle avait été renforcé sous Justinien, deviendront les véritables chefs de la cité (άρχων), présideront l’assemblée des curiales, dirigeront les finances et exerceront la justice municipale.
En tant qu’institution, la curia disparut sous le règne de Léon VI (r. 886-912), lequel par ses Basilika mettait un terme, du moins sur le plan juridique, à diverses institutions devenues obsolètes dont la curie, même si, en pratique, divers éléments de l’administration municipale se perpétuèrent à  Constantinople,.

## Responsabilités et bénéfices
Le Haut-Empire romain était constitué d’un ensemble de cités (civitates, πόλεις), communautés autonomes responsables du territoire qui les entouraient. Elles étaient dirigées par un conseil (curia) dont les membres (curiales) étaient les personnages politiques les plus en vue de leur cité. Ils étaient responsables des contrats publics, des rites religieux, des spectacles et du bon ordre. Les citoyens les plus riches entraient alors souvent en compétition les uns avec les autres pour faire étalage de leur évergétisme  en faisant profiter la collectivité de leur richesse d'abord par l'embellissement de leur ville (construction de monuments, érection de statues), ensuite par les divertissements offerts (organisation de spectacles et jeux), les bienfaits (distribution d'argent, de cadeaux ou de terres) et la distribution d’aliments (huile, vin). On rappelait ainsi au niveau de la cité, ce qu’avait été le clientélisme de la Rome antique au niveau de la famille.
Les qualités requises pour devenir curialis étaient d’abord l’origine ou le domicile du candidat qui pouvait être nommé dans l’une et l’autre cité; il devait être libre de naissance et être propriétaire, essentiellement propriétaire terrien. Un citoyen d’une ville ne pouvait se retirer sur ses terres pour échapper à ce devoir civique, ni vendre celles-ci sans en obtenir l’autorisation. La fonction était en pratique héréditaire et lorsqu’un riche propriétaire léguait ses terres à un de ses fils, celui-ci devenait membre de la curie pourvu qu’il ait l’âge requis .
L’avoir était ainsi une condition essentielle pour devenir membre du conseil et il est rare que des « plébéiens » aient été appelés à y siéger. L’exception sera le court règne de Julien qui encouragera la nomination de citoyens ordinaires « pourvu qu’ils aient suffisamment de biens pour assumer la charge de décurion (curialis) ». En 393, Théodose permettra que des non-citoyens puissent en faire partie et Valentinien III en 439 permettra qu’on admette n’importe qui dont les avoirs s’élevaient à au moins 300 solidi. Toutefois ces exceptions semblent indiquer qu’il s’agissait de mesures extraordinaires prises seulement lorsqu’on ne pouvait trouver de candidats répondant aux exigences requises.
La première responsabilité du conseil était l’élection annuelle des magistrats et autres officiers permanents ou occasionnels qui auraient charge de la ville ainsi que des territoires avoisinants. Dans la plupart des provinces de langue latine, l’organisation était calquée sur celle de Rome : deux dumviri étaient à la tête du gouvernement. Ils présidaient le conseil, administraient ce qui restaient des pouvoirs propres aux municipalités et organisaient les jeux. Sous eux venaient deux édiles qui s’occupaient des services municipaux (entretien des rues, approvisionnement en eau, marché). Au-dessous, deux questeurs étaient responsables des finances locales. Tant que l’empire fut officiellement païen, il y avait également un  certain nombre de flamines ou prêtres chargés des cultes publics. Ce système, ainsi que les magistratures traditionnelles qui le composait, s’étendit progressivement aux provinces orientales de langue grecque, tout en conservant certaines des magistratures qui leur étaient propres. Ainsi, en Égypte, le conseil était présidé par un seul magistrat, le « proaedre »  (πρόεδρος) et comprenait un « gymnasiarque » responsable des bains publics, un « cosmète » responsable de l’ordre public et un « grand prêtre » chargé du culte.
Leur deuxième responsabilité était la supervision de la collecte des taxes. Au départ il ne s’agissait guère d’un lourd fardeau : les cent membres d’une curie avançaient l’argent au gouverneur de la province et se faisaient rembourser ensuite par leurs concitoyens. Cependant, lorsque les taxes augmentèrent au IIIe siècle, il devint plus difficile tant d’avancer les fonds que de se faire rembourser. En même temps, l’inflation s’accélérait et rendait de plus en plus onéreux l’entretien des monuments et édifices publics, obligeant les curiales à débourser les fonds de leur propre poche.
Enfin, en tant que membres de la curie, les curiales faisaient office de notaires, enregistrant les testaments, les transferts de propriétés immobilières ainsi que d’autres actes de nature quasi-judiciaires. Ces fonctions notariales seront par la suite transférées au « defensor civitatis ».
Les bénéfices qu’ils pouvaient espérer de cette position étaient substantiels quoique surtout honorifiques. Le prestige qu’elle apportait se traduisait par le fait que les curiales pouvaient occuper les premiers rangs au théâtre et dans les amphithéâtres, ce qui était considéré comme un grand privilège. Ils appartenaient aussi à la classe des  honestiores  (hommes honorables) ce qui impliquait qu’en cas d’assignation devant un tribunal, ils ne pouvaient être torturés,. Toutefois, lorsqu’à partir de la fin du IIIe siècle, la collecte des impôts exigea des mesures plus draconiennes, la fonction de curialis cessa d’être un symbole de statut pour devenir un poste de fonctionnaire que l’on cherchait à éviter. Ceux qui, une fois nommés avec ou sans leur consentement, tentaient d’abandonner leurs terres et leur cité pour aller chercher refuge ailleurs, risquaient la confiscation de leurs biens, voire l’exécution.